# Winfall
Winfall – miasto w Stanach Zjednoczonych, w stanie Karolina Północna, w hrabstwie Perquimans. Na terenie miasta znajduje się park leśny. Istnieje także centrum społeczności lokalnej.